# IAM (musikband)
 For alternative betydninger, se IAM.
IAM er en fransk rapgruppe fra Marseille. Den blev skabt i 1989 af Akhenaton (Philippe Fragione), Shurik'N, (Geoffroy Mussard), Freeman (Malek Brahimi), Kheops (Eric Mazel), Imhotep (Pascal Perez), og Kephren (François Mendy). 

## Navnet
Udover den oplagte engelske oversættelse Jeg er, har gruppens navn, IAM, flere indforståede betydninger på både fransk og engelsk; Invasion Arrivée de Mars (Marseille), Imperial Afro-asiatic Men eller Indépendantistes Autonomes Marseillais, og desuden Italien – Algérien – Malgache .

## Nuværende medlemmer i gruppen
Gruppen består i dag af Akhenaton a.k.a. AKH a.k.a. Sentenza a.k.a. Chill, Shurik'N a.k.a. Jo l'Indien, Freeman le Roi a.k.a. Sultan a.k.a. Tuco, DJ Kheops, Imhotep og Kephren

## Biografi
Gruppen blev i første omgang skabt i 1984-85 under navnet Lively Crew, og bestod oprindeligt af to af gruppens nuværende medlemmer, rapperen Akhenaton og DJ’en Kheops. 
Det tredje medlem Shurik’n sluttede sig til gruppen i 1988. Gruppen skiftede kort tid efter navn til B Boys Stance. Dernæst komm i løbet af det følgende år Freeman, Imhotep og Kephren til, og gruppen skiftede navn til det nuværende "IAM". 
IAM udkom med deres første single med titlen Attentat (som blev fulgt op af Attentat 2). Kort efter blev singlen fulgt op af gruppens første album Concept. 
IAM blev derefter signet af Virgin Records og udgav pladen ... de la planète Mars i 1991, som hurtigt viste sig som kontroversiel, da højrefløjspartiet Front National omdøbte den til "De la planète meurtre" pga. den hårde kritik, gruppen rettede mod partiet. [kilde mangler]
I 1993 udgav de Ombre est lumière med hitsinglen Je danse le mia. Singlen blev solgt i de dengang himmelstormende 600.000 eksemplarer, hvilket på daværende tidspunkt syntes utænkeligt for en hiphop-plade udenfor USA.[kilde mangler] Den lå nummer 1 på den franske Top 50 i otte uger i 1994, og lå på samme liste i over 9 måneder.[kilde mangler]
Men den største kommercielle succes for gruppen til dato var albummet L'école du micro d'argent, som blev udgivet i 1997. Den indbragte gruppen to priser ved prisoverrækkelsen Victoires de la Musique. Pladen solgte til guld på blot to dage, og endte med at sælge halvanden million eksemplarer både i Frankrig og i udlandet, hvilket gav den status af diamant-album. Dette album blev en reference til hele den senere franske hiphop-scene, og gav IAM et internationalt omdømme. [kilde mangler]
Fraktionen Sunz of Man fra Wu-Tang Clan-familien medvirkede på albummet, og det gav genlyd på den anden side af Atlanten. [kilde mangler]
Efter succesen med L'école du micro d'argent, begyndte IAM’s medlemmer at forfølge deres individuelle soloprojekter (Akhenaton havde allerede gjort det med albummet Métèque et Mat fra 1995): I 1998 udgav Shurik'N pladen Où je vis, mens Freeman sendte pladen L'Palais de Justice på gaden i 1999. 
Gruppens medlemmer arbejdede også med projekter udover musikken; eksempelvis medvirkede Akhenaton i 2000 i filmen Comme un aimant. Han udgav dernæst tre soloalbums, Sol Invictus (2001), Black Album (2004) og ikke mindst Soldats de Fortune (2006).
Gruppen udgav i 2003 endnu et album, Revoir un printemps, som dog ikke så stor en succes som det foregående album, omend de amerikanske kunstnere Method Man, Redman og Beyoncé også medvirker på albummet. Det efterfølgende år sendte IAM deres første opsamlingsplade på gaden, som indeholdt en række sange fra hele forløbet siden gruppens start, samt noget uudgivet materiale i form af sangen, Où va la vie?, som blev udgivet som single, og denne klarede sig efterfølgende godt på hitlisterne.[kilde mangler]
[kilde mangler]

## Discografi

### Albums
- 1989 : Concept (cassette)

- 1991 : ... de la planète Mars

- 1993 : Ombre est lumière

- 1997 : L'école du micro d'argent

- 2003 : Revoir un printemps

- 2007 : Saison 5
- 2013 : Art Martians
- 2013 : IAM

### Soundtracks og B-sider
- 1997 : Ma 6-T va crack-er

- 1998 : Taxi

- 2000 : Taxi 2

- 2000 : Comme un aimant

- 2007 : Taxi 4

### Opsamling / Live / Mixtapes
- 2004 : IAM – Anthologie 1991-2004

- 2005 : IAM Live au Dôme de Marseille

- 2005 : IAM Platinum

- 2007 : IAM Mixtape Official
- 2008 : Retour aux Pyramides
- 2012 : Assassins Scribes
- 2013 : Assassins Scribes 2

### Maxier / singler
- 1991 : Red, Black and Green

- 1992 : Tam Tam de l'Afrique

- 1992 : Planète Mars

- 1993 : Donne-moi le micro (ep)

- 1994 : Je danse le mia

- 1994 : Le Feu

- 1995 : Une Femme Seule/Sachet Blanc

- 1997 : La Saga

- 1997 : L'empire du côté obscur

- 1997 : L'école du micro d'argent

- 1997 : Nés sous la même étoile

- 1998 : Petit Frère

- 1999 : Independenza

- 2003 : Noble Art

- 2003 : Nous

- 2003 : Revoir un printemps

- 2004 : Stratégie d'un pion

- 2005 : Où va la vie?

- 2007 : Une autre brique dans le mur

- 2007 : Ca vient de la rue

- 2007 : Offishall

- 2007 : Rap de droite
- 2013 : Les raisons de la colère
- 2013 : Spartiate Spirit
- 2013 : CQFD

### DVD'er
- 2004 Au cœur d'IAM (Tilblivelsen af albummet Revoir un printemps), medfulgt af en CD

- 2004 IAM Live au Dôme de Marseille : Video fra koncert i Marseille i 2004

### Featuring
I 1995 medvirkede IAM på rapperen Daddy Nutteas pladen La Haine, musiques inspirées du film.
Gruppens medlemmer ændrede deres synonymer i forbindelse med albummet Sad Hill af Kheops, hvor Akhénaton for en stund blev til Sentenza, Shurik'N tager navnet Joe l'Indien, og Freeman skiftede navn til Tuco. 
Titlen Sad Hill genoptog temaer fra filmen Den Gode, Den Onde og Den Grusomme af Sergio Leone. 	
I 1998 bad den franske filminstruktør Luc Besson IAM om at komponere soundtracket til filmen Taxi.
I 2000 samarbejdede IAM på ny med Luc Besson og udgav et soundtrack til filmen Taxi 2 med en masse endnu ukendte kunstnere samlet under ét alias; One Shot, som primært udgøres af navne som Nuttea, Disiz la peste, Jalane, Taîro, Vasquez Lusi, Faf Larage og K-Rhyme le Roi

## Eksterne kilder og henvisninger
- Wikimedia Commons har flere filer relateret til IAM (musikband)
- Helenon, Veronique. "Africa on Their Mind: Rap, Blackness, and Citizenship in France". In The Vinyl Ain’t Final: Hip Hop and the Globalization of Black Popular Culture, ed. by Dipannita Basu and Sidney J. Lemelle, 151-66. London; Ann Arbor, MI: Pluto Press
- Prevos, Andre J. M. "Postcolonial Popular Music in France: Rap Music and Hip-Hop Culture in the 1980s and 1990s." In Global Noise: Rap and Hip-Hop Outside the USA, 39-56. Middletown: Wesleyan University Press, 2001.
- RFI Musique - - Biography - IAM
- Swedenburg, Ted. "Islamic Hip-hop vs. Islamophobia." In Global Noise: Rap and Hip-Hop Outside the USA, 57-85. Middletown: Wesleyan University Press, 2001.
- Swedenburg, Ted. "Islamic Hip-hop vs. Islamophobia." In Global Noise: Rap and Hip-Hop Outside the USA, 69. Middletown: Wesleyan University Press, 2001.
- Gross, Joan, David McMurray, and Ted Swedenburg. "Arab Noise and Ramadan Nights: Rai, Rap, and Franco-Maghrebi Identities." Diaspora 3:1 (1994): 3-39. [Reprinted in The Anthropology of Globalization: A Reader, ed. by Jonathan Xavier and Renato Rosaldo, 1
- "IAM." RFI Musique. April 2007. RFI Musique. 20 March 2008 <http://www.rfimusique.com/siteEn/biographie/biographie_6313.asp Arkiveret 17. marts 2008 hos  Wayback Machine>.
- Prevos, Andre J. M. "Islamic Hip-Hop versus Islamaphobia" In Global Noise: Rap and Hip-Hop Outside the USA, 57-85. Middletown: Wesleyan University Press, 2001.
- "Hip hop Islam". Al-Ahram Weekly. 2005-07-07. Retrieved 2008-03-19.
- "IAM discography". lescharts.com. Hung Medien. Retrieved 11 May 2013.
- "IAM discography". ultratop.be/nl/. Hung Medien. Retrieved 11 May 2013.
- "IAM discography". ultratop.be/fr/. Hung Medien. Retrieved 11 May 2013.
- "IAM discography". hitparade.ch. Hung Medien. Retrieved 8 May 2013.